# Все парни любят Мэнди Лэйн
«Все парни любят Мэнди Лэйн» (англ. All the Boys Love Mandy Lane) — американский фильм ужасов режиссёра Джонатана Ливайна в жанре слэшер, с Эмбер Херд в главной роли.

## Сюжет
Шестнадцатилетняя Мэнди Лэйн — ангел во плоти, в неё влюблены почти что все мужчины и юноши маленького городка в штате Техас, где она живёт. Мэнди получает от своих новых друзей приглашение посетить вечеринку, посвящённую окончанию десятого класса, и принимает его. Ребята отправляются на ранчо отца одного из них. Пока они всячески веселятся, кто-то жестоко калечит Марлин, когда та оказалась одна в тёмном сарае. Джейк, один из парней, берёт ключи от машины, ружьё и отправляется на поиски пропавшей девушки. Он находит истекающую кровью Марлин на берегу. В это время кто-то подкрадывается сзади и толкает Джейка в воду. Тот падает, всплывает, видит ствол в руке незнакомца и ныряет. После недолгого пребывания под водой Джейк всплывает и получает пулю в лоб. Выстрел слышат в доме, но никто, кроме Хлои, не придаёт ему особого значения. И она после безуспешных попыток расшевелить кого-либо из парней решает сама попытаться выяснить, что случилось, и, выйдя из дома, натыкается на Гарта, работника ранчо, который тоже слышал выстрел. Прочитав нотацию на тему «Ружья детям не игрушка», тот уходит, предварительно пригрозив, что позвонит отцу, если услышит ещё какой-либо шум.
Из озера, напевая песню, вылезает парень в бесформенной одежде и добивает Марлин, лежащую на берегу. Это Эммет — друг детства Мэнди, с которым она перестала общаться после несчастного случая, происшедшего на одной из вечеринок за 9 месяцев до описываемых событий.
Вечеринка продолжается на улице, компания сидит на крыльце, Рэд играет на гитаре. Все уже готовы идти спать, но тут подъезжает машина. Они думают, что это вернулся Джейк. Подъехавший пускает фейерверки в их сторону. Разозлившись, Берт кидается вдогонку за шутником. А навстречу с ружьём наперевес бежит Гарт, очень недовольный происходящим. Он твердо намерен позвонить отцу, но ребятам удаётся отговорить его. Гарт остаётся в доме.
Тем временем Берт догоняет машину и видит за рулём Эммета. Он очень удивлён: «Какого чёрта ты здесь делаешь?». Эммет наставляет на него ружьё и приказывает садиться в машину. Завязывается драка. Берт явно сильнее, но Эммет хитрее, он украдкой достаёт нож и ранит Берта в глаза. Ослеплённый, Берт пытается уползти, Эммет идёт следом и убивает его.
Дождавшись, пока все уснут, Эммет пробирается в дом и оставляет кровавый след на двери холодильника и волосах Мэнди. Все собираются, но стоит Гарту открыть дверь, как звучит выстрел. Он падает, раненный в плечо. Рэд и Хлоя идут за машиной через заднюю дверь. Они видят на дороге трупы Джейка и Марлин. До машины остаются считаные метры — и тут роковая ошибка приводит обоих к гибели.
В конце фильма выясняется, что Мэнди Лэйн и Эммет — сообщники. Они вместе задумали убить всех, а потом покончить жизнь самоубийством. Только вот в планы Мэнди не входит собственная смерть…

## В ролях
| Актёр            | Роль       |
| ---------------- | ---------- |
| Эмбер Херд       | Мэнди Лэйн |
| Майкл Уэлч       | Эммет      |
| Уитни Эйбл       | Хлоя       |
| Эдвин Ходж       | Бёрд       |
| Аарон Химелстайн | Рэд        |
| Люк Граймс       | Джейк      |
| Мелисса Прайс    | Марлин     |
| Энсон Маунт      | Гарт       |

## Критика
Фильм получил смешанные отзывы кинокритиков. На сайте Rotten Tomatoes фильм имеет рейтинг 48 % на основе 67 рецензий со средним баллом 5,1 из 10. На сайте Metacritic фильм имеет оценку 44 из 100 на основе 21 рецензии критиков, что соответствует статусу «смешанные или средние отзывы».